# Уряд Нью-Йорка

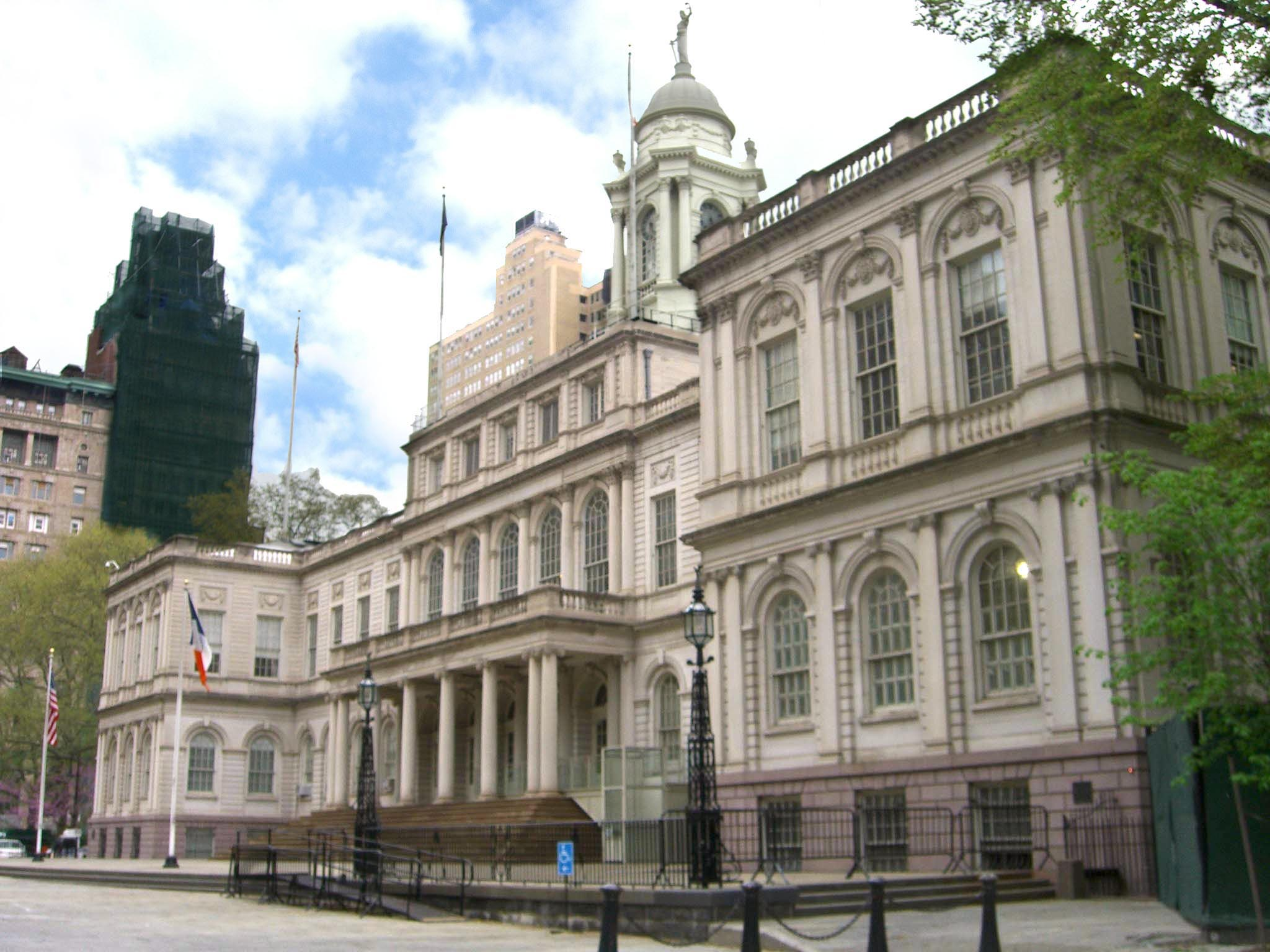
Ратуша Нью-Йорка

Уряд Нью-Йорка — орган виконавчої, законодавчої та судової влади міста Нью-Йорку. Уряд Нью-Йорка є одним із найстаріших у США.
Уряд Нью-Йорка, що має свою штаб-квартиру у міській ратуші у Нижньому Мангеттені, організований у рамках Хартії міста Нью-Йорка та передбачає «потужну» систему правління «мер-рада». Мер міста обирається строком на чотири роки та відповідає за керування міським урядом. Міська рада Нью-Йорка — однопалатний орган влади, що складається із 51 члена, кожен із яких обирається із відповідного виборчого округу, зазвичай також терміном на чотири роки. Усі обрані чиновники — крім тих, що були обрані до 2010 року та чий строк правління обмежений трьома послідовними термінами — мають обмеження строків правління двома послідовними термінами. Судова система складається із двох загальноміських та трьох загальноштатських судів.
В уряді Нью-Йорка налічується 325 тисяч працівників — більше, ніж у будь-якому іншому місті США та штаті, окрім трьох: Каліфорнії, Техасу та Нью-Йорка. Уряд міста відповідає за державну освіту, виправні заклади, громадську безпеку, рекреаційні об'єкти, каналізацію, водопостачання та соціальні послуги.
Політична географія Нью-Йорка є унікальною — місто складається із п'яти боро, кожне із яких відповідає одному із п'яти округів штату Нью-Йорк: Бруклін — це округ Кінгз, Бронкс — округ Бронкс, Мангеттен — округ Нью-Йорк, Квінз — округ Квінз, а Стейтен-Айленд — округ Річмонд. Коли місто Нью-Йорк було об'єднане у тому вигляді, яким воно є зараз, у 1898 році, усі попередні міські та окружні уряди були скасовані на користь нинішніх п'яти боро та уніфікованого централізованого міського уряду. Втім, кожен округ досі має власного окружного прокурора, що розслідує злочини, а також більша частина судової системи сконцентрована навколо округів.

## Історія
У 1664 році Новий Амстердам перейшов під контроль англійців. Міський уряд складався із мера, чотирьох олдерменів та шерифа, якого призначав безпосередньо губернатор. У 1686 році згідно із постановою губернатора Томаса Донгана місто було поділене на чотири райони: північний, південний, західний, східний, а також доковий та зовнішній, у якому розташовувалися північні ферми. Згідно із цією ж постановою вводилася нова міська рада, до якої входили мер, рекордер , якого призначав безпосередньо губернатор, олдермен та його заступники, що обиралися від кожного району. Рекордер виконував функції юрисконсульта у суді мера та міській раді, у якій головував за відсутності мера. Заступники олдермена у суді мера виступали у ролі радників (англ. adviser). У 1683 році колонія Нью-Йорк була поділена на 12 округів, серед яких опинились округи, що зараз представлені п'ятьма боро Нью-Йорка: Мангеттен (тоді — округ Нью-Йорк), Бруклін (Кінгс), Стейтен-Айленд (Річмонд), Квінз та південна частина Бронкса (Вестчестер). У 1688 році в Англії відбувся переворот під назвою Славна революція; одним із його наслідків стало повстання Лейслера, невдовзі придушене англійцями, проте антироялістські настрої вже встигли поширитися у Нью-Йорку. У 1691 році за наказом Вільгельма ІІІ новий губернатор Генрі Слотер провів вибори до законодавчої асамблеї, у яку увійшли 18 членів. У різні роки до асамблеї обиралися по 4 представники від округу Нью-Йорка та до двох від кожного з інших округів. Політика, яку проводила у ті роки міська влада та колоніальна асамблея, була відчутно ангажованою. Членство в асамблеї ділилося порівну між групами, представленими торговцями, великою буржуазією та дрібними фермерами, лавочниками та ремісниками. Від Нью-Йорка до асамблеї традиційно обирались торговці, які лобіювали ухвалення актів, що регулювали якість та упаковку продуктів і будівельних матеріалів, що вироблялись у колонії за межами міста.
У  XVIII столітті боротьба за посаду голови міста велася загалом між вихідцями із шляхетних сімей. Мерами та членами міської ради ставали зазвичай торговці та заможні містяни. Окрім цього міська рада також була частково представлена ремісниками та лавочниками, які забезпечували більш широкий громадський інтерес до виборів. У 1731 році губернатор Джон Монтгомері затвердив міський статут, згідно із яким на північному сході міста був створений новий район Монтгомері. Цей статут діяв до самого приходу британців у Нью-Йорк під час Війни за незалежність.
На той час електорат міської ради був представлений майновласниками. Положення мера значною мірою залежало від політичної ситуації на рівні легіслатури штату Нью-Йорк, зокрема від домінування тієї чи іншої партії. У той же час у міського населення назрівав попит на більш гнучку та незалежну політичну систему. У 1804 році члени міської ради добилися представництва у легіслатурі та пролобіювали введення паперових бюлетенів. До 1820-х рр. легіслатура скасувала майновий ценз для білого населення. У 1821 році право обирати мера перейшло від легіслатури до міської ради. У 1830 році мер отримав право накладати вето на рішення ради. Остання була поділена на раду олдерменів та раду заступників олдерменів. У 1833 році було введено всезагальні вибори мера. У проведених у 1834 році виборах мера взяло участь більше 35 тисяч виборців. У 1840-х рр. було організовано міську поліцію, покращено покриття та освітлення вулиць, а також розвинуто системи водопостачання та соціального забезпечення. Наприкінці десятиліття було утворено декілька міських департаментів, згодом поділених на боро. Всі департаменти, за винятком поліцейського, очолювали виборні посадовці. Водночас із цим у політичних колах міста значно зріс рівень корупції. Станом на 1853 рік ситуація погіршилась настільки, що влада штату була змушениаввести новий міський статут та розділити міський уряд на дві ради: міську, що складалася із 60 членів, та рада, до якої входили 22 олдермени. Члени міської ради обиралися від міських районів, тоді як олдермени — від більших міських округів. Згідно із новим статутом, мер отримав право накладати вето на рішення уряду; таким чином олдермени були позбавлені більшої частини привілеїв. Згідно із прийнятим ще 4 роки потому новому статуту, легіслатура штату надала меру право призначати міських контролерів, голів вуличних департаментів та завідувача Кротонського акведука. Обрані ревізор та муніципальний юрисконсульт очолили фінансовий та юридичний департаменти. Той самий статут загострив давній конфлікт між республіканцями із легіслатури та міськими демократами. Уряд штату об'єднав поліцію Нью-Йорка, Брукліна та їх передмість у єдиний департамент, призначений легіслатурою штату, та реформував наглядову раду Нью-Йорка у незалежний виборний орган, у якому місця розподілялися рівномірно між республіканцями та демократами. Станом на 1861 рік протистояння досягло такого масштабу, що мер Вуд запропонував розглянути питання про вихід Нью-Йорка зі складу штату. Міський уряд у боротьбі з легіслатурою консолідував політичну силу навколо таких посад, як міський управляючий (англ. chamberlain) та шериф округу. Врешті-решт наприкінці 1860-х рр. Таммані-холл за допомогою хабарів пролобіював прийняття легіслатурою нового статуту, згідно із яким місту поверталися численні повноваження. Статут вводив у Нью-Йорку 10 нових адміністративних департаментів, а мер отримував право призначати їх керівників; у свою чергу окружна наглядова рада розпускалася. Терміни повноважень членів ради збільшилися, але посилилося і право вето мера, яке могло бути скасоване лише 3⁄4 голосів ради. У 1873 році був введений новий статут, що перетворював двопалатну раду у раду, що складалася із 21 олдермена, 6 із яких призначалися голосуванням. Тим самим статутом вводилася нова рада з оцінки вартості та пропорційного розподілення (англ. Board of Estimate and Apportionment), до завдань якої входила розробка та прийняття бюджетів міських департаментів. До складу департаменту входило чотири посадовці, серед яких були президент ради олдерменів та мер. У 1884 році легіслатура штату поширила дію закону про громадянську відповідальність на Нью-Йорк. Хоч це і дозволило знизити вплив Таммані-холла, повністю виключити його не вдалося; він орієнтувався на підприємців, що співчували демократам. У 1896 році громаді вдалося досягти вибрання мером Абрама Г'юїтта. Реформатор та успішний бізнесмен, він влаштовував як демократів, так і республіканців, реформаторів та робочий клас.
У 1896 році легіслатура ухвалила рішення включити до меж Нью-Йорка округи Бруклін, Квінз та Стейтен-Айленд. Середній клас Брукліна виступав проти об'єднання, але підприємці чекали, що об'єднання сприятиме економічному розвитку, і податкові ставки будуть знижені. У 1897 році, за рік до об'єднання, було прийнято статут, що вводив посаду президента боро. З об'єднанням округів населення Нью-Йорка збільшилося більше, ніж удвічі, і тепер становило близько 3,5 млн осіб. Законодавча влада відходила до двопалатної асамблеі, судова — муніципальному суду. Термін повноважень мера був розширений удвічі: з двох років до чотирьох, але мер втратив можливість обиратися два терміни поспіль. У той самий час право вето мера було ще більше посилено: тепер для його подолання асамблея повинна було зібрати 5⁄6 голосів. Мер зберігав контроль майже над усіма адміністративними департаментами за винятком ради з оцінки вартості та пропорційного розподілення — вона отримала право контролювати надання франшиз у сфері громадських послуг (англ. public service). Однією з цілей об'єднання було зниження впливу Таммані-холла, втім, першим після об'єднання посаду мера посів ставленик Таммані-холла Роберт ван Вік, який став одним із найкорумпованіших мерів в історії міста. У відповідь на це у 1901 році легіслатура знизила строк повноважень мера до двох років, а президенти боро у свою чергу були включені до ради з оцінки та рівномірного розподілення. Двопалатна асамблея була перетворена на однопалатну раду олдерменів. Наступник ван Віка, Сет Лоу, хоч і перебував на посаді всього два роки, показав себе як гарного господарника, проте не зміг перемогти на виборах 1903 року та передав повноваження черговому ставленику Таммані-холла Джорджу Макклеллану-молодшому. У 1923 році було прийнято новий статут, згідно із яким було знову створено муніципальну асамблею, що складалася із ради олдерменів та президентів боро. Асамблея отримала право приймати будь-які постанови, що не суперечили законам штату. У 1933 році за підтримки президента Франкліна Рузвельта мером Нью-Йорка став Фіорелло Ла Гуардія, прихильник «Нового курсу», який здійснив популярні громадські проєкти. Новий статут, прийнятий у 1936 році, знову розширяв строк повноважень мера до чотирьох років та надавав йому право призначати свого заступника за допомогою значно спрощеної процедури. Статут також вводив комісію міського планування, до завдань якої входила розробка генерального плану, підготовка громадських проєктів та зонування, а рада олдерменів була скороченою. Окрім цього вносилася можливість подання петицій з вимогою про внесення змін до статуту за умови збору 50 тисяч підписів та більше. Після правління Ла Гуардії Таммані-холл різко втратив свій вплив і у середині 1960-х років припинив своє існування.
Незважаючи на занепад Таммані-холла позиції демократів не слабшали: з 1945 по 1994 роки мерами ставали члени Демократичної партії. Винятками стали лише Вінсент Імпелліттері, який не зміг заручитися підтримкою партії і обирався як незалежний кандидат, та Джон Ліндсей, який певний час був членом Республіканської партії, але потім перейшов до Демократичної. Починаючи з виборів 1969 року, на який Ліндсей був переобраний на другий термін, вплив партій на виборах почав знижуватися, у той час, як на перше місце почали виходити програма та особисті якості безпосередньо кандидата; велику роль у цьому також відігравали ЗМІ. На початку 1970-х рр. місто  спіткав серйозний бюджетний дефіцит. Станом на 1975 рік ситуація погіршилася настільки, що банки відмовилися надавати місту кредити. У рамках антикризових заходів були створені Корпорація муніципальної допомоги (англ. Municipal Assistance Corporation) та екстрена рада з фінансової допомоги. До їх завдань входила реструктуризація боргу та контроль бюджету і угод про заробітну плату. Окрім цього було отримано додаткову фінансову допомогу від штату, забезпечено гарантії по кредитах від федерального уряду, скорочено заробітну плату у 60 тисяч муніципальних службовців, а із зберігачами пенсійного фонду було досягнуто низку домовленостей про інвестування у муніципальні облігації. У 1980-х роках, коли на посаді мера перебував Ед Коч, економічне становище покращилося, за цей період міський бюджет був подвоєний, проте у 1989 році в економіці Нью-Йорка намітився новий спад. На початку 1990-х років було затверджено новий статут, що передавав деякі повноваження рад меру та міській раді. У тому ж десятилітті завдяки заходам, вжитим Рудольфом Джуліані, криміногенна обстановка у місті значно покращилася. Економічна ситуація налагодилася із приходом на пост мера Майкла Блумберга.

## Виконавча гілка
Виконавчу гілку уряду Нью-Йорка представляють мер міста та численні департаменти, ради і комісії. Мер також призначає низку заступників мера з певних питань, які очолюють головні підрозділи виконавчої гілки уряду. Щодня (окрім офіційних свят) публікується офіційне видання The City Record, що містить офіційніповідомлення від міських установ; правила і положення зібрані у Правилах міста Нью-Йорка.
Також до виконавчої гілки уряду Нью-Йорка належать громадський адвокат, скарбник та п'ять президентів боро Нью-Йорка. Мер, громадський адвокат та скарбник — єдині три посадовці у міській адміністрації Нью-Йорка, які обираються напряму.

### Мер

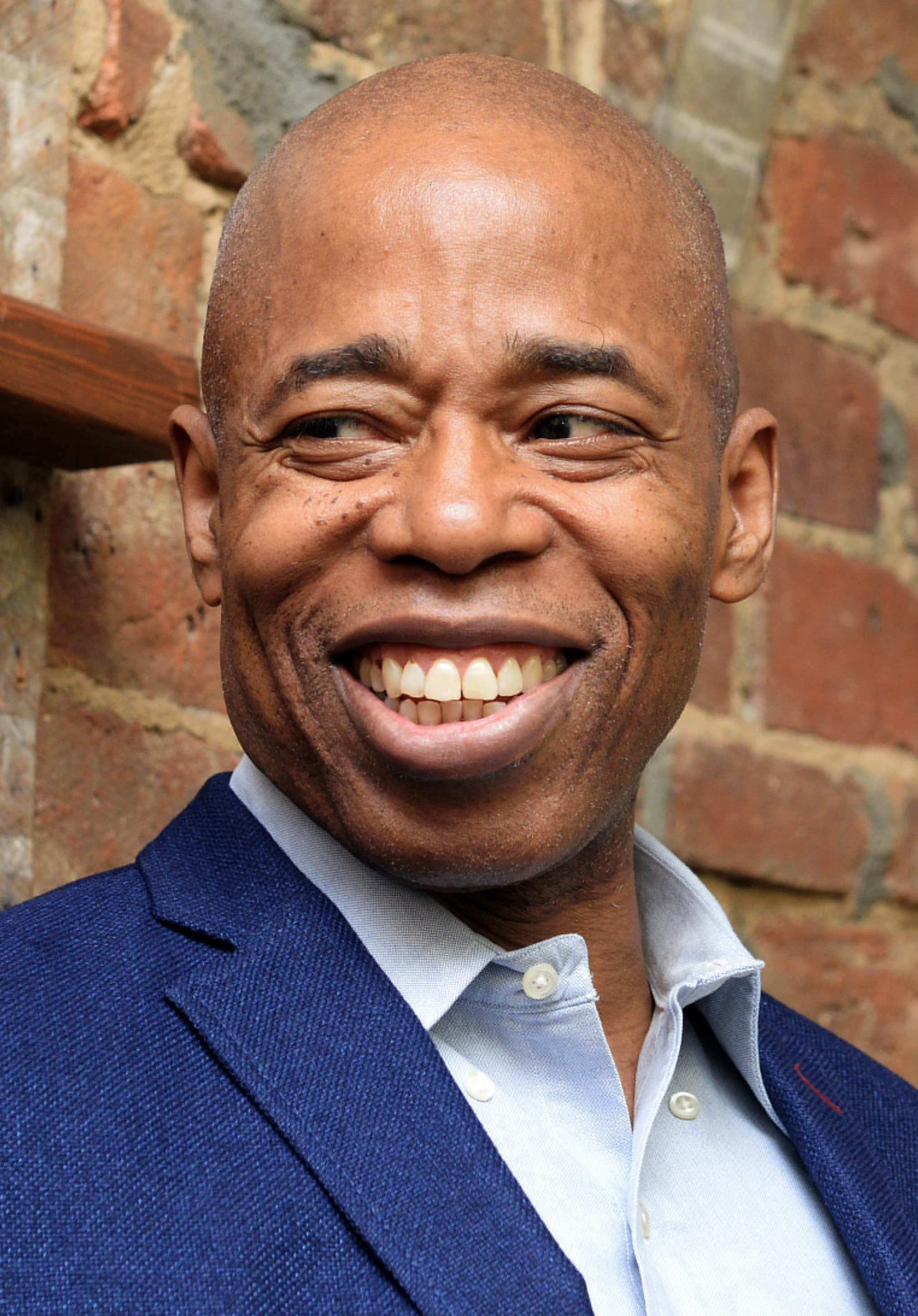
Мер Нью-Йорка Ерік Адамс

Мер Нью-Йорка — головний виконавчий директор міста та магістрату, який призначає та усуває з посадів усіх невиборних службовців та здійснює всі надані йому повноваження за винятком випадків, передбачених законом, а також відповідає за ефективність та інтеграцію операцій міської адміністрації. Мер міста обирається загальним голосуванням на чотирирічний термін. Він також відповідає за створення бюджету міста через Офіс з питань менеджменту та бюджету, який представляється на ухвалення, а не розробку, до міської ради.

### Громадський адвокат
Громадський адвокат Нью-Йорка — це виборний посадовець, член міської ради без права голосу, відповідальний за полегшення відносин громадськості із урядом, розгляд скарг на адресу міських установ, який також виступає посередником у врегулюванні спорів між установами (агентствами) міста та його громадянами, а також є омбудсменом міста та радником мера у відносинах між спільнотами. Також громадський адвокат є першим у лінії наступництва посади мера міста.

### Скарбник
Скарбник Нью-Йорка проводить перевірку ефективності та фінансовий аудит всіх агенцій міста, готує річний звіт, а також виступає як довірена особа у п'яти громадських пенсійних фондах міста із загальними активами у майже $160 млрд, здійснює всесторонній нагляд за бюджетом міста та фіскальним положенням, переглядає контракти на цілісність, підзвітність та податкову відповідність, керує чесними та ефективними врегулюваннями скарг на адресу міста, забезпечує прозорість та підзвітність у процесі встановлення переважаючого рівня заробітної плати, забезпечує виконання законів про заробітну плату та прожитковий мінімум.
Скарбник є другим у лінії наступництва на посаді мера міста після громадського адвоката, якщо мер неспроможний виконувати свої обов'язки.

## Законодавча гілка
Законодавча влада міста Нью-Йорк представлена Міською радою Нью-Йорка. Конституція Нью-Йорка уповноважує місцеві уряди приймати місцеві закони на додачу до постанов, резолюцій, правил та положень.

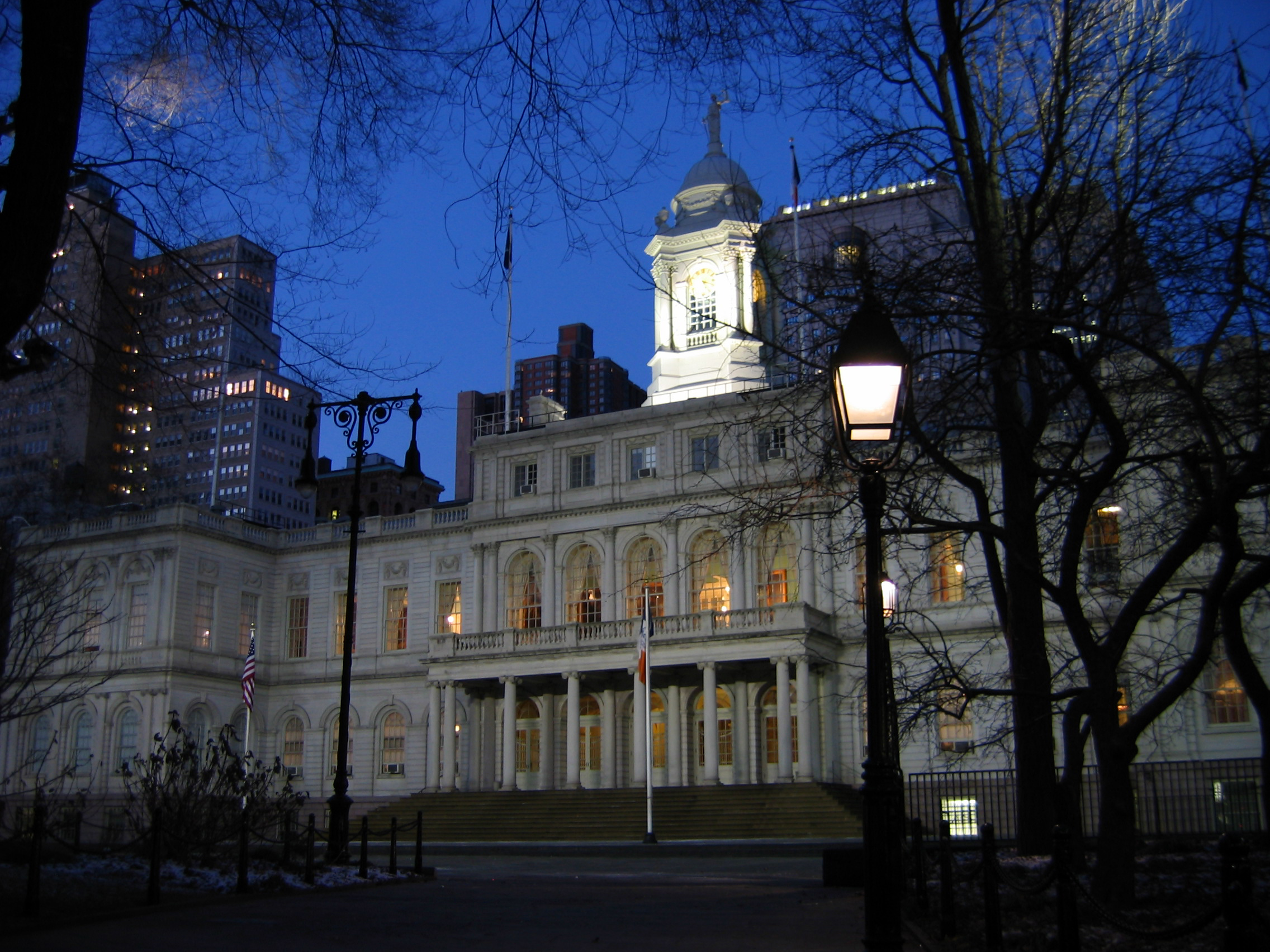
Ратуша Нью-Йорка — місце засідань міського уряду

Міська рада — однопалатний орган влади, що складається із 51 члена ради, округи яких визначені географічними межами населення, — кожен містить близько 157 тисяч осіб. Члени ради обираються кожні чотири роки, окрім випадку, коли після кожного перепису населення, що проходить у роки, що діляться на 20, округи проводяться повторно, тим самим спричиняючи два послідовні дворічні терміни повноважень, другий із яких проводиться у перепроведених округах. Спікер ради, якого обирає 51 її член, часто вважається другим найвпливовішим посадовцем в уряді Нью-Йорка після мера міста.
Законопроєкти, прийняті простою більшістю голосів, надсилаються меру, який може підписати їх як закони. Якщо мер накладає вето на законопроєкт, рада має 30 днів на те, щоб переважити його двома третинами голосів. Місцевий закон має статус еквівалентного до закону, прийнятого Легіслатурою штату Нью-Йорк (за умови певних винятків та обмежень) та має перевагу над старішими формами муніципального законодавства, як, наприклад, постанови, резолюції, правила та положення. Кодифіковані закони міста містяться у Адміністративному кодексі Нью-Йорка.
Міська рада має низку комітетів, що здійснюють контроль над різноманітними функціями міського уряду. Кожен член ради обіймає посади у як мінімум трьох або постійних, або виборних підкомітетах. Постійні комітети засідають щонайменше раз на місяць. Спікер міської ради, лідер більшості та меншості є членами ex officio кожного комітету.
До 1990 року місто також мало потужну Раду з оцінки вартості (англ. Board of Estimate) — унікальний законодавчо-виконавчий орган влади. Хоча вона не могла приймати закони, вона розділяла владу над міським бюджетом із міською радою та контролювала такі функції, як використання землі, муніципальні контракти, франшизи, а також показники водозабезпечення та каналізації. До членів цієї ради належали мер, скарбник, президент міської ради та п'ять президентів боро. Троє загальноміських посадовців могли подавати по два голоси кожен, а президенти боро — по одному. У 1989 році Верховний суд США скасував Раду з оцінки вартості як ту, що порушувала принцип «одна людина — один голос» через надзвичайно нерівну кількість виборців, яких представляв кожен президент боро. Місто згодом прийняло свої нинішні домовленості шляхом референдуму.

## Суди
Судова система у місті Нью-Йорк має два загальноміські суди — Кримінальний та Громадянський суд, а також низку загальноштатських судів, Верховний суд, Суд у справах спадку та Сімейний суд. На відміну від решти штату Нью-Йорк, округи міста Нью-Йорка не мають типових окружних судів. Кожен загальноштатський суд знаходиться у кожному із п'яти округів (боро) Нью-Йорка. Також є численні позасудові адміністративні суди, які є виконавчими органами, а не частиною уніфікованої судової системи штату.
Кримінальний суд Нью-Йорка (англ. New York City Criminal Court) розглядає проступки (зазвичай це злочини, що караються штрафом або ув'язненням на строк до одного року) та менші злочини, а також проводить пред'явлення звинувачень (перші судові засідання після арешту) та попередні слухання у фелонічних справах.
Громадянський суд Нью-Йорка (англ. New York City Civil Court) вирішує судові спори, що містять скарги на завдані збитки обсягом до $25,000 та включає малі претензії у зв'язку зі скаргами на суми до $5,000, а також житлові питання у відносинах домовласника та орендаря та займається іншими громадянськими справами, переданими Верховним судом. Він розглядає приблизно 25% від загальної кількості усіх судових паперів у судах штату Нью-Йорк та місцевих судах.
Також існує низка інших загальноштатських судів залежно від округу. Верховний суд Нью-Йорка (англ. New York Supreme Court) — це суд першої інстанції загальної юрисдикції, який у місті Нью-Йорк слухає фелонічні та великі громадянські справи (менші кримінальні та громадянські справи розглядаються у Кримінальному та Громадянському судах відповідно). Сімейний суд Нью-Йорка (англ. New York Family Court) — це суд у сімейних справах, що розглядає справи, у яких залучені діти та родини. Суд Нью-Йорка у справах спадку (англ. New York Surrogate's Court) — це суд у спадкових справах, який контролює складання заповітів та керує майном.
Також є низка позасудових адміністративних судів. Офіс адміністративних процесів та слухань Нью-Йорка (англ. New York City Office of Administrative Trials and Hearings) виносить рішення для всіх агенцій міста, якщо інше не передбачене урядовою постановою, правилом, законом або на основі колективних договорів. Арбітражна група Департаменту фінансів Нью-Йорка (Бюро порушень паркування) виносить рішення щодо порушень паркування, а Апеляційний податковий трибунал розглядає спори щодо керованих містом податками, у той час як претензії до оцінки нерухомості розглядає міська податкова комісія. Міське Бюро порушень правил дорожнього руху Департаменту автотранспорту США розглядає порушення правил дорожнього руху, які не пов'язані із паркуванням.

## Боро та місцеве самоуправління
Нью-Йорк складається із п'яти боро (округів), які загалом охоплюють 59 адміністративних округів.

### Президенти боро

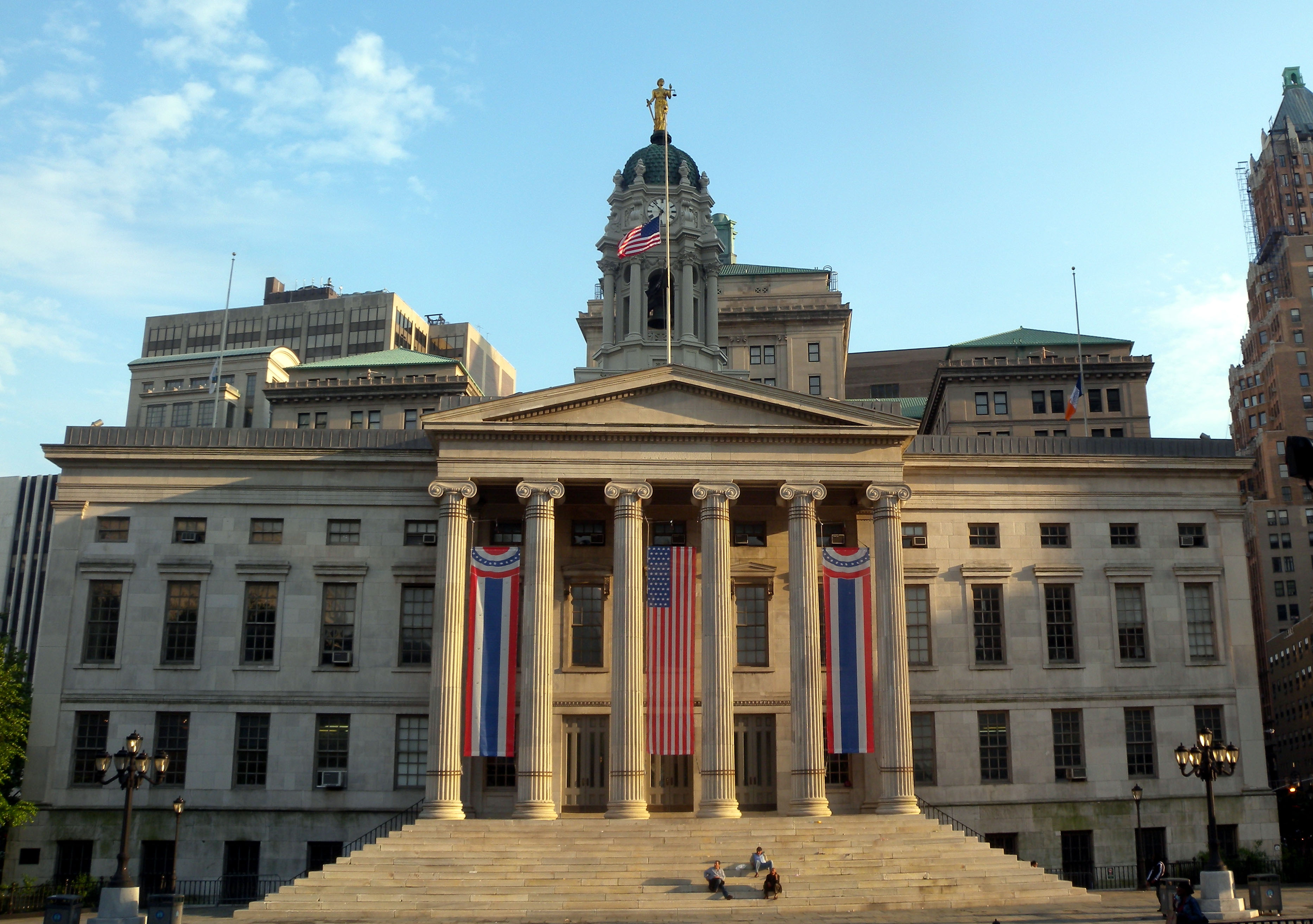

Кожен із п'яти боро має свого виборного президента; президенти боро обираються на 4 роки. Президенти боро можуть мати законодавство, представлене у раді, рекомендувати капітальні проєкти, проводити публічні слухання з приводу громадських інтересів, робити рекомендації для мера та інших міських посадовців, робити рекомендації з приводу виконання договорів, що забезпечують здійснення послуг, в інтересах населення своїх боро. Також вони мають право призначати членів громадських рад боро, ради з питань освіти та комісії міського планування.

### Ради боро
Кожен із п'яти боро має свою раду, що складається із президента боро, членів міської ради від боро та голови кожної громадської ради у боро. Ради боро можуть проводити або контролювати громадські або приватні слухання, приймати підзаконні акти,готувати комплексні та цільові плани та робити рекомендації щодо використання землі і планування, бути посередником в урегулюванні спорів між двома та більше громадськими радами, представляти вичерпную доповідь про витрати та пріоритети і потребу капітального бюджету, оцінювати прогрес капітального будівництва та якість і кількість послуг, наданих агенціями, та іншим чином враховувати потреби боро.

### Громадські ради
Кожен із 59 адміністративних округів Нью-Йорка має власну громадську раду, що складається із до 50 добровольців, призначених президентом даного боро, а наполовину із призначених міською радою членів, що представляють свій громадський округ (наприклад, чий округ, у якого є рада, покриває частину громадського округу). Громадські ради дають поради з приводу використання землі та зонування, беруть участь у процесі міського бюджету та здійснюють надання послуг у своїх округах. Громадські ради виступають консультантами, не маючи офіційного повноваження приймати або приводити у дію закони.

## Уряд штату та округів

### Окружні прокурори
Кожен із п'яти округів міста Нью-Йорка обирає власного окружного прокурора (англ. district attorney, DA) терміном на 4 роки, обов'язком якого є розслідування усіх злочинів та правопорушень, визнаних судами округу. Існує також шостий окружний прокурор, спеціальний прокурор Нью-Йорка у справах, пов'язаних із наркотиками, якого не обирають, а призначають п'ять обраних окружних прокурорів.

### Політичні партії
Закон штату про вибори визначає структуру політичних партій. Згідно із ним, кожна партія має мати державний комітет, а також він дозволяє їм організовувати окружні комітети. Окружні комітети складаються із щонайменше двох членів, що обираються від кожного виборчого округу (що складається із максимум 950–1150 зареєстрованих виборців). Закон також дозволяє вибори лідерів асамблейних округів. Окружні виконавчі комітети політичних партій зазвичай обирають кандидатів для місцевих офісів, що підтверджують повні окружні комітети. Багато малих партій не мають окружних комітетів та призначають кандидатів на рівні штату. Судові конвенції з призначення кандидатур політичних партій обирають кандидатів на посади судей Верховного суду Нью-Йорка. Кандидати на загальноміські посади мера, скарбника та громадського адвоката призначаються спільно виконавчими комітетами кожної партії п'яти округів. У більшості випадків інсургенти, що є членами партій, можуть оспорити кандидатів, призначених партією шляхом подання петиції про первинні вибори.

### Органи державної влади

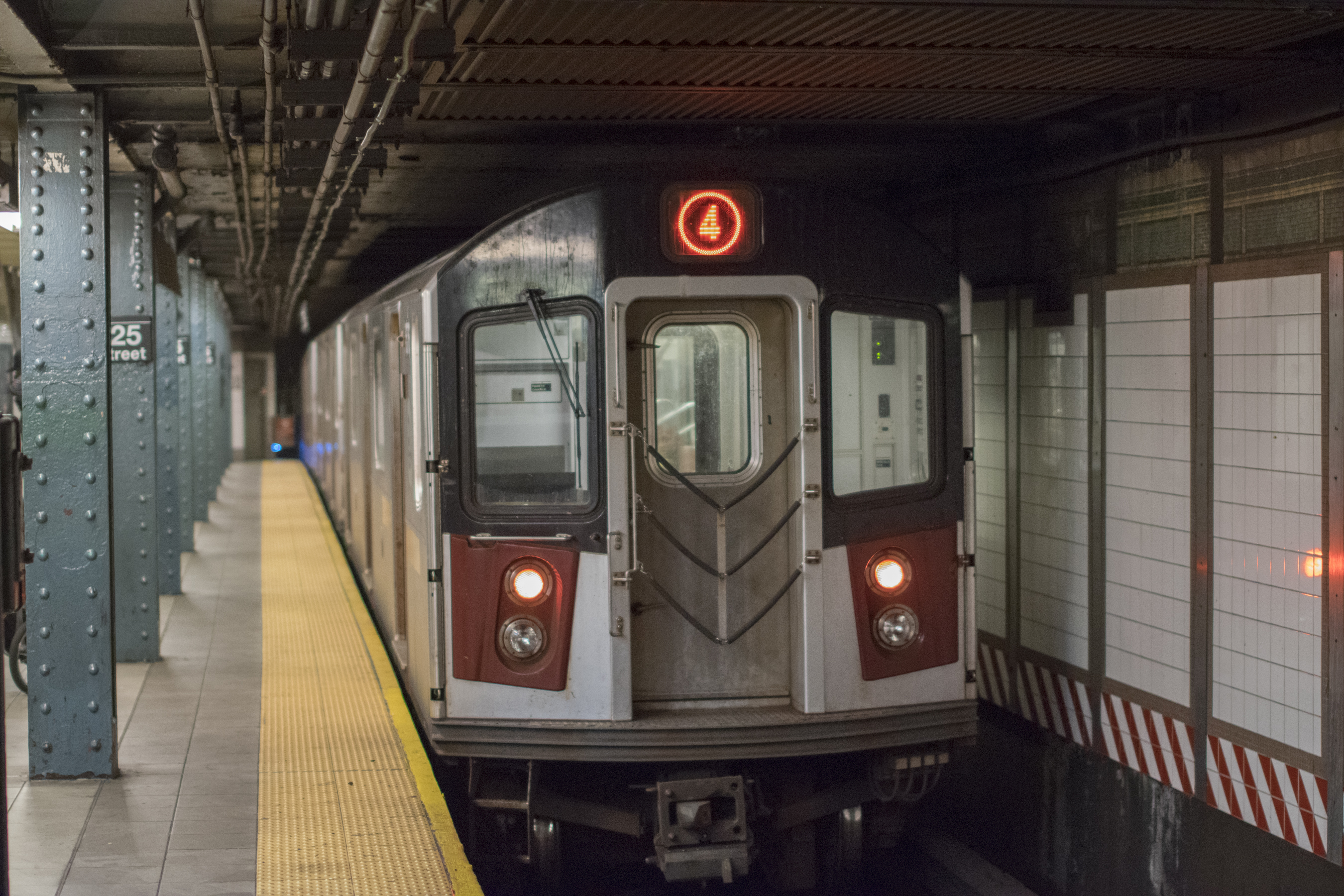
Нью-Йоркський метрополітен керується компанією (MTA), яка є некомерційною громадською організацією штату Нью-Йорк.

Бруклінська публічна бібліотека та Публічна бібліотека Квінза — системи публічних бібліотек відповідних боро. Нью-Йоркська публічна бібліотека — це приватна неурядова бібліотека, що обслуговує Бронкс, Мангеттен і Стейтен-Айленд та отримує державне фінансування. Управління житлового господарства Нью-Йорка (англ. New York City Housing Authority, NYCHA) надає державне житло для мало- та середньозабезпечених громадян міста. Компанія NYC Health + Hospitals керує громадськими лікарнями та клініками. Корпорація економічного розвитку міста Нью-Йорка (англ. New York City Economic Development Corporation, NYCEDC) відповідно є міською корпорацією економічного розвитку.

### Неміські агенції
Компанія Metropolitan Transportation Authority (MTA) керує громадським транспортом Нью-Йорка, хоча її гілкою є Управління пасажирського транспорту Нью-Йорка (англ. New York City Transit Authority, NYCTA). Незважаючи на свою назву, NYCTA, як і решта MTA, була створена Легіслатурою штату Нью-Йорк як некомерційна корпорація, яку контролюють власне легіслатура та губернатор Нью-Йорка. MTA також керує залізницею Стейтен-Айленда у межах міста Нью-Йорка, а також залізницею Лонг-Айленда та залізницею Metro-North Railroad, обидві з яких є пасажирськими лініями, що мають кінцеві точки у межах міста, проте проходять здебільшого у приміських округах штату Нью-Йорк та Коннектикут.
Інші регіональні транспортні системи керуються Портовим управлінням Нью-Йорка та Нью-Джерсі, включно із мостами та тунелями між містом Нью-Йорк та Нью-Джерсі, а також всіма аеро- та морськими портами у межах міста. Саме Портове управління контролюють губернатор Нью-Джерсі та губернатор Нью-Йорка.

## Геральдика
Печатка Нью-Йорка, прийнята у більш ранньому вигляді у 1686 році, містить девіз SIGILLVM CIVITATIS NOVI EBORACI, який означає «Печатка міста Нью-Йорка»; Eboracum — римська назва Йорку, титулярний престол короля Якова ІІ як герцога Йоркського. Два підтримувачі символізують союз між корінними народами Америки та колонізаторами, чотири лопаті вітряка нагадують про історію міста як нідерландської колонії Новий Амстердам, а бобри із бочками борошна — найперші товари, якими торгувало місто (див. Історія Нью-Йорка). Над гербом розміщений американський орел, доданий після Американської революції. «1625», дата під гербом, була обрана для того, щоб підкреслити нідерландське походження міста, проте була названа видатними міськими істориками «випадковою» та «просто неправильною» (Новий Амстердам був насправді заснований у 1624 році).
Прапор Нью-Йорка був затверджений у 1915 році. Він складається із синьої, білої та помаранчевої смуг, що представляють нідерландський прапор, який майорів над тоді ще Новим Амстердамом у 1620-х — 1660-х рр. Посередині прапора міститься синій відтиск офіційної Печатки Нью-Йорка без девізу латиною.
Існує 2 офіційні варіанти прапора Нью-Йорка. На прапорі над офісом мера міста додана арка із п'яти синіх п'ятиконечних зірок (кожна з яких репрезентує один із боро міста), розміщених над печаткою, а на прапорі, що майорить над міською радою, над печаткою додано слово «COUNCIL» (Рада) у синьому кольорі.